# Mitsui & Co.

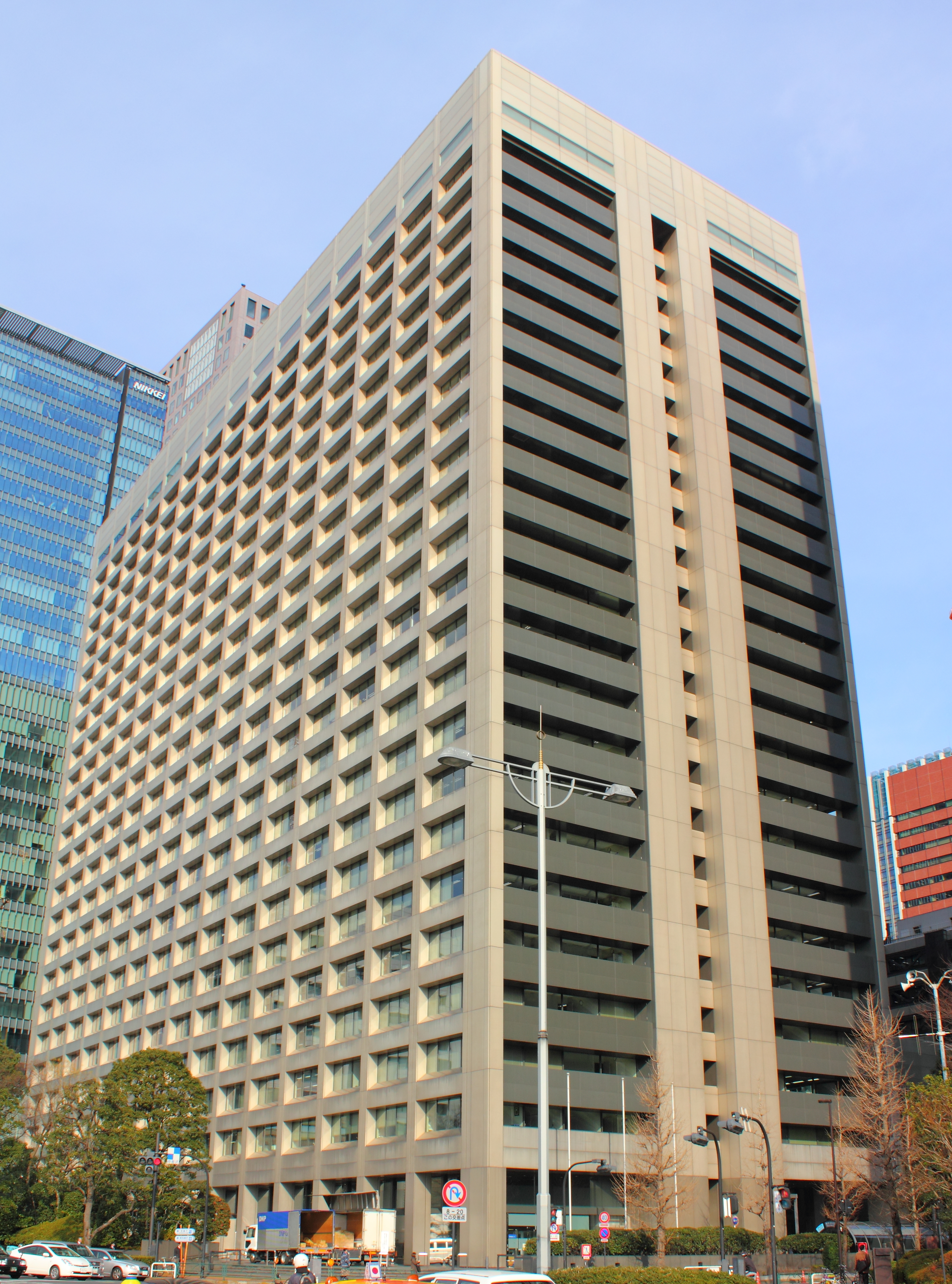
Головний офіс Mitsui & Co.

Mitsui & Co., Ltd. (яп. 三井物産) — велика сого сьося (універсальна торгова компанія) в Японії, частина холдингу (кейрецу) Mitsui Group. Компанія активна в галузі електроенергетики, машинобудування, фінансів, хімічної, харчової, текстильної промисловості та інших галузях. Головний офіс розташований в Токіо.

## Історія
Торгова компанія Mitsui & Co. була заснована в 1876 році Такасі Мацуда, і в той час налічувала 16 співробітників. До початку 1880-их років компанія відкрила філії в Шанхаї, Парижі, Нью-Йорці та Лондоні. У ту пору вона завоювала тверді позиції як експортер рису і вугілля і як імпортер сучасного промислового обладнання. В кінці Другої світової війни вона перетворилася на торгового гіганта, але була закрита за наказом Головнокомандувача окупаційними військами. У 1947 році один з колишніх співробітників Mitsui, Тацудзо Мінакамі, вирішив відтворити компанію. Слідуючи за японським економічним підйомом, Mitsui значно розширилася і збільшила інвестиції в закордонні підприємства.
У грудні 2023 року компанія відкликала всіх співробітників із спільного з рф проєкту «Арктик СПГ-2» з розробки скрапленого природного газу, щоб «захистити своїх співробітників від санкцій США», але водночас не вийшла зі спільного з росіянами бізнесу.

## Компанія сьогодні
Станом на 2010 рік, компанія має представництва в 64 країнах.